# 萊潘托山
萊潘托山（英語：Mount Lepanto），是南極洲的山峰，位於維多利亞地的博克格雷溫克海岸，處於弗里曼山東南面4公里，屬於勝利山脈的一部分，海拔高度2,910米，由新西蘭探險隊命名，現時由南極條約體系管理。